# 1983年贵州木冲沟矿难
1983年贵州木冲沟矿难，为1983年3月20日，发生于贵州省六盘水市水城县的一起重大煤矿瓦斯爆炸事故，事故共造成84人死亡、19人受伤。
事故发生前，有一个采区三个工作面生产，两个补套采区正施工中，投产时未建任何灭火及安全保护设施。3月20日上午，11号工作面运输机巷和切眼即将贯通，11111工作面运输机巷迎头用三米钻杆向前打眼，穿透位置在切眼迎头下部7米处正置一切风筒中部。9时30分左右，因贯通口棚子崩倒，风筒向后滑落和脱节，并被崩落煤压住，使切眼迎头处于无风状态，形成瓦斯积聚、并引起爆炸。 